# 牛久保海平
牛久保 海平（うしくぼ かいへい、1905年〈明治38年〉7月26日 - 1999年〈平成11年〉11月20日）は、日本の実業家。サンデン創業者。群馬県出身。伊勢崎市議会議員（1期）。群馬県名誉県民。

## 生涯
1905年（明治38年）7月26日、群馬県佐波郡豊受村長沼（現・伊勢崎市長沼町）に、父・鋭、母・つねの次男として生まれる。1922年（大正11年）に高崎商業学校を卒業後、1年間伊勢崎工業学校に学ぶ。
家業の染色業を継いだが、太平洋戦争下の1943年（昭和18年）に機械の供出により廃業、同年三共電器株式会社を設立し社長となった。
戦時中はコンデンサーの製造などを行っていたが、1948年（昭和23年）に自転車用発電ランプの製造販売を開始し、「ふくろうマーク」で広く知られるようになった。その後は一般家電や冷凍・冷蔵ショーケース、自動販売機の分野へも進出し、世界各地に拠点・販売網を有する世界的企業への成長を果たした。
1964年（昭和39年）にサンデン販売株式会社を創立、取締役社長に就任。
1973年（昭和48年）にサンデン株式会社が東証一部上場。
1982年（昭和57年）にサンデン株式会社社長を退任、取締役会長となる。
1986年（昭和61年）、サンデン株式会社取締役名誉会長。
1999年（平成11年）11月20日死去。
伊勢崎ガス社長、伊勢崎液化社長、群馬銀行取締役、上毛新聞社取締役、群馬テレビ取締役、群馬三菱ふそう取締役、群馬ロイヤルホテル取締役。学校法人関東学園理事。伊勢崎商工会議所会頭、群馬県公安委員、群馬県商工会議所連合会会長。
1947年（昭和22年）4月の伊勢崎市議会議員選挙で当選し、1期務めた。
テキサス州名誉州民、ダラス市名誉市民。1975年（昭和50年）紺綬褒章受章、1976年（昭和51年）勲五等双光旭日章、1985年（昭和60年）勲三等旭日中綬章叙勲。2000年（平成12年）群馬県名誉県民。

## 家族
- 弟・守治 - 1914年（大正3年）生、1982年（昭和57年）サンデン株式会社取締役社長[3]、1986年（昭和61年）取締役会長[1]。
- 長男・智昭 - 1930年（昭和5年）生、1986年（昭和61年）サンデン株式会社取締役社長[1]、伊勢崎商工会議所会頭
- 次男・雅美 - 1935年（昭和10年）生、1989年サンデン株式会社取締役社長